# 이소벨
이소벨은 《터닝메카드》, 《빠샤메카드》에 등장하는 미소녀 캐릭터이다.

## 성격
메카니멀을 소중히 여기며 나찬, 반다인에게 잘 대해준다.

## 작중 행적

### 터닝메카드 W 2기
3화에서는 나로, 로키, 데이지와 배틀을 해서 킹죠스, 크로키, 옥타를 데이지에게 빼앗긴다.
9화에서는 데이지와 함께 2차원 세계로 떨어진다. 나중에 2차원 세계에서 탈출하자마자 데이지와 배틀을 해서 이긴 다음 아머피트를 빼앗는다.
13화에서는 데이지에게 자신의 메카니멀인 미리내를 빼앗긴다. 배틀이 끝나고 볼카를 찾으러 나찬, 반다인, 로키와 함께 볼카를 찾으러 동굴로 갔다가 마리, 류, 데미안, 카밀라를 만난다.
15화에서는 데이지를 만나 배틀을 해서 이긴 다음 만타리를 빼앗는다.
16화부터 21화까지는 마리와 맞서 싸운다.
22화에서는 코카트와 미리내를 만나고, 자신의 메카니멀인 데스퍼의 말을 듣고 데이지가 "그럼 메카니멀의 세계가 여기서부터 시작했다는거네?"라고 하는 말을 듣고 에반킹을 찾아내는데 기여한다.
24회에서는 에반킹을 자신의 아빠인 프랭클린 박사에게 전달하기 위해 트라이포스로 가다가 데이지, 마리를 만난다..

### 빠샤메카드
10화에서 아라에게 미리내가 어디 있는지 알려주고 케인에게는 미리내를 테이밍하지 못하게 아라의 모습으로 변해 잘못된 길로 이끈다.

## 다른 캐릭터들과의 관계
- 나찬, 반다인 : 친구

## 3d 모델
2025년 5월 1일에 skethfab.com에서 3d모델로 바르게 출시할 예정이다.